# Ганбаррел (Колорадо)
Ганбаррел (англ. Gunbarrel) — переписна місцевість (CDP) в США, в окрузі Боулдер штату Колорадо. Населення — 9554 особи (2020).

## Географія
Ганбаррел розташований за координатами 40°3′51″ пн. ш. 105°10′17″ зх. д. / 40.06417° пн. ш. 105.17139° зх. д. (40.064139, -105.171354).  За даними Бюро перепису населення США в 2010 році переписна місцевість мала площу 16,33 км², з яких 16,17 км² — суходіл та 0,16 км² — водойми.

### Клімат
| Клімат : Ганбаррел    | Клімат : Ганбаррел | Клімат : Ганбаррел | Клімат : Ганбаррел | Клімат : Ганбаррел | Клімат : Ганбаррел | Клімат : Ганбаррел | Клімат : Ганбаррел | Клімат : Ганбаррел | Клімат : Ганбаррел | Клімат : Ганбаррел | Клімат : Ганбаррел | Клімат : Ганбаррел | Клімат : Ганбаррел |
| Показник              | Січ.               | Лют.               | Бер.               | Квіт.              | Трав.              | Черв.              | Лип.               | Серп.              | Вер.               | Жовт.              | Лист.              | Груд.              | Рік                |
| Середній максимум, °C | 7,8                | 9,4                | 13,3               | 17,2               | 22,2               | 27,2               | 30,0               | 29,4               | 25,0               | 18,3               | 12,2               | 7,8                | 18,3               |
| Середній мінімум, °C  | −5,6               | −5                 | −1,7               | 2,2                | 6,7                | 10,6               | 13,3               | 12,8               | 8,3                | 3,3                | −2,2               | −5,6               | 3,3                |
| --------------------- | ------------------ | ------------------ | ------------------ | ------------------ | ------------------ | ------------------ | ------------------ | ------------------ | ------------------ | ------------------ | ------------------ | ------------------ | ------------------ |
| Джерело: Accuweather  |                    |                    |                    |                    |                    |                    |                    |                    |                    |                    |                    |                    |                    |

## Демографія
Згідно з переписом 2010 року, у переписній місцевості мешкали 9263 особи в 4240 домогосподарствах у складі 2476 родин. Густота населення становила 567 осіб/км².  Було 4424 помешкання (271/км²).
Расовий склад населення:
| - 91,7 % — білих - 3,5 % — азіатів - 1,1 % — чорних або афроамериканців - 0,4 % — корінних американців |

До двох чи більше рас належало 2,5 %. Частка іспаномовних становила 4,2 % від усіх жителів.
За віковим діапазоном населення розподілялося таким чином: 18,5 % — особи молодші 18 років, 67,4 % — особи у віці 18—64 років, 14,1 % — особи у віці 65 років та старші. Медіана віку мешканця становила 42,7 року. На 100 осіб жіночої статі у переписній місцевості припадало 96,5 чоловіків;  на 100 жінок у віці від 18 років та старших — 96,2 чоловіків також старших 18 років.
Середній дохід на одне домашнє господарство  становив 111 246 доларів США (медіана — 80 367), а середній дохід на одну сім'ю — 138 394 долари (медіана — 104 327). Медіана доходів становила 71 810 доларів для чоловіків та 51 236 доларів для жінок. За межею бідності перебувало 8,1 % осіб, у тому числі 4,5 % дітей у віці до 18 років та 1,9 % осіб у віці 65 років та старших.
Цивільне працевлаштоване населення становило 5180 осіб. Основні галузі зайнятості: науковці, спеціалісти, менеджери — 25,2 %, освіта, охорона здоров'я та соціальна допомога — 21,3 %, виробництво — 10,3 %, роздрібна торгівля — 9,4 %.